# کارکس پتیتیانا
کارکس پتیتیانا (نام علمی: Carex petitiana) نام یک گونه از سرده جگن است.